# Montefano
Montefano est une commune italienne d'environ 3 380 habitants, située dans la province de Macerata, dans la région Marches, en Italie centrale.

## Administration
| Période                                  | Période | Identité | Étiquette | Qualité |
| ---------------------------------------- | ------- | -------- | --------- | ------- |
|                                          |         |          |           |         |
| Les données manquantes sont à compléter. |         |          |           |         |

### Hameaux
Montefanovecchio, Osterianuova

### Communes limitrophes
Appignano, Filottrano, Montecassiano, Osimo, Recanati

## Personnalités nées à Montefano
- Marcel II (Marcello Cervini), (° 1501 - † 1555), pape du 9 au 30 avril 1555, un des pontificats les plus courts.